# Isabel Richter
Isabel Richter (* 1968) ist eine deutsche Historikerin.

## Leben
Von 1988 bis 1994 studierte sie moderne Geschichte, Germanistik und Spanisch an der Albert-Ludwigs-Universität Freiburg, Universität Complutense Madrid und FU Berlin. Sie erwarb 1994 den Magister an der FU Berlin und das Doktorat der Philosophie (1996–2000) an der TU Berlin bei Karin Hausen. Nach der Habilitation 2009 an der Universität Bochum hatte von 2017 bis 2022 die DAAD-Dozentur an der University of California, Berkeley am Department of History und Department of German inne. Seit dem Jahr 2023 leitet sie das Pazifik-Büro des Deutschen Historischen Instituts Washington.
Ihre Forschungsinteressen sind moderne deutsche Geschichte (18.–20. Jahrhundert), transnationale Jugendkulturen im 20. Jahrhundert, Todesgeschichte im modernen Europa, Kulturanthropologie, Material- und Bildgeschichte im 19. und 20. Jahrhundert, Nationalsozialismus und Geschlechtergeschichte und interdisziplinäre Geschlechterforschung.

## Schriften (Auswahl)
- Hochverratsprozesse als Herrschaftspraxis im Nationalsozialismus. Männer und Frauen vor dem Volksgerichtshof 1934–1939. Münster 2001, ISBN 978-3-89691-119-3.
- Der phantasierte Tod. Bilder und Vorstellungen vom Lebensende im 19. Jahrhundert. Frankfurt am Main 2010, ISBN 3-593-39424-3.